# Lotus eremiticus
El picocernícalo (Lotus eremiticus) es una  fanerógama leguminosa endémica de la isla de La Palma. 

## Distribución
Se conoce una única población en las costas de Garafía, en el barranco de Facundo. Es una zona de transición de bosque termófilo con especies de los tabaibales y de la vegetación típica de riscos.

## Población
Su población es muy reducida y sufre constantes fluctuaciones según las precipitaciones. Entre 1993 y 1996, se contabilizaron sólo 3 ejemplares, en 1997 sobrevivía un único individuo, posteriormente y hasta el año 2001, los censos realizados constataron 6 o 7 ejemplares. En 2006 se contabilizaron sólo 11 ejemplares (9 adultos y 2 juveniles). Esta situación es tan dramática que algunos años especialmente malos han desaparecido todos los individuos, regenerándose luego la población gracias a la existencia de semillas en el suelo. 
También existen ejemplares cultivados en el Vivero Insular del Cabildo Insular de la isla de La Palma, en el Jardín de Aclimatación de la Orotava en Tenerife, en el Jardín Botánico Viera y Clavijo de Gran Canaria, así como en jardines particulres de la zona de Garafía.

## Hábitat
Los pocos ejemplares existentes sobreviven en un roque situada en la parte baja del barranco. Este está formado por apilamientos de coladas basálticas, por lo que presenta poca disponibilidad de suelo. La temperatura del lugar suele ser suave, con unas precipitaciones de 440 mm de media anual. Crecen entre matorrales termófilos mezclados con elementos rupícolas. Probablemente este no sea el hábitat más adecuado para la especie, sino el único refugio donde no fue exterminada por el intenso pastoreo a la que se sometió el área durante años. 

## Reproducción
Especie hermafrodita y perenne. Florece de manera abundante entre abril y mayo, manteniendo su floración hasta principios de verano. Da fruto entre julio y agosto. Puede hibridarse con otras especies de su género. Gracias a su reproducción en vivero se sabe que una planta aislada es capaz de producir semillas viables, así que no muestra problemas de autoincompatibilidad. Se cree que las semillas pueden sobrevivir mucho tiempo en el suelo, siendo una salvaguarda para le especie durante periodos desfavorables, durante los que han llegado a desaparecer todos los ejemplares. 
Experimentos de multiplicación a partir de esquejes con técnicas de tratamiento hormonal han dado lugar a un 100% de enraizamientos.

## Amenazas
La principal amenaza para la supervivencia de la especie es el bajo número de ejemplares. También la presencia de cabras cerca de la única población existente (aunque el pastoreo se ha reducido mucho en la zona) y la recogida de ejemplares y esquejes para fines científicos y por parte de los excursionistas pueden acabar con los pocos ejemplares existentes. Además se debe tener en cuenta que pueden hibridarse con Lotus berthelotii, Lotus maculatus y Lotus pyranthus, que en ocasiones son usadas como plantas ornamentales. 

## Conservación
La especie está clasificada por la UICN como Especie en peligro crítico de extinción y consta en el Catálogo Nacional de Especies Amenazadas como "en peligro". Está prohibido arrancar o cortar ningún ejemplar de esta planta, recoger esquejes o semillas y vender o transportar plantas o partes de ellas. Se prevé realizar reintroducciones en zonas cercanas a su distribución actual que sean adecuadas para la especie.